# Hana Vučko
Hana Vučko (født 14. november 1998 i Ljubljana, Slovenien) er en kvindelig slovensk håndboldspiller som spiller for RK Krim og Sloveniens kvindehåndboldlandshold.